# Alpha Sculptoris
α Sculptoris ist der hellste Stern im Sternbild Bildhauer. Der Stern ist ein Blauer Riese und befindet sich in einer Entfernung von etwa 800 Lichtjahren. Der Stern ist chemisch pekuliär als sogenannter Bp-Stern.
Des Weiteren gehört er zu den rotationsveränderlichen SX-Arietis-Sternen.